# Някхоба
Някхоба — река в Приуральском районе Ямало-Ненецкого АО. Устье реки находится в 278 км по левому берегу реки Полуй. Длина реки составляет 103 км, площадь водосборного бассейна 1320 км².
Значительные притоки: левые — Харалянггъяхако, Ирахоба, Ямбъяхако, Инггнейяха, Нибереяха; правые — Нензаяхако, Нябыяхако и Харасавэй.

## Данные водного реестра
По данным государственного водного реестра России относится к Нижнеобскому бассейновому округу, водохозяйственный участок реки — Обь от впадения реки Северная Сосьва до города Салехард, речной подбассейн реки — бассейны притоков Оби ниже впадения Северной Сосьвы. Речной бассейн реки — (Нижняя) Обь от впадения Иртыша.
Код объекта в государственном водном реестре — 15020300112115300032903.